# Jais
Jais er et drengenavn, der kun kendes fra Danmark. Det er oprindeligt en jysk forkortelse af Johannes. Navnet er sjældent forekommende, idet blot omkring 100 personer bærer det ifølge Danmarks Statistik.

## Kendte personer med navnet
- Jais Nielsen, dansk kunstner.